# Kabylie

Kabylie (sau Kabylia) este o regiune situată în nordul Algeriei.

## Istoria
Regiunea kabylă nu a cunoscut frontiere fixe și riguros definite. Dar istoria sa ne arată alte lucruri permanente : o continuitate lingvistică care datează cu câteva milenii înaintea erei noastre :, folosirea perpetuă a sistemelor de semne și simboluri cunoscute ȋn protoistorie , o formă de atestare tribală atestată din timpul Antichității, caracterizată prin controlul direct și riguros al conducătorilor desemnați și o formă de guvernare constant opusă nașterii unui pol de putere unic și centralizat. Chiar dacă regiunea a fost divizată ȋn interior, aceasta și-a găsit unitatea față de lumea exterioară, ajungând să fie un refugiu al tuturor celor care au dorit să reziste cuceritorilor succesivi sau statelor ȋn construcție. In funcție de circumstanțe granițele au fost reduse pana ȋn zonele cele mai muntoase, loc unde inamicul nu putea ajunge sau unde puterea era recunoscută oficial, dar ȋn practică era ignorată, sau granițele s-au întins pe câmpiile învecinate, ȋn urma victoriilor.
Mai mulți autori  subliniază, de asemenea, locul unic ocupat ȋn regiune de orașele și statele care au cunoscut creșterea, și de asemenea relațiile care au fost menținute cu societățile de munte: nu putem vorbi de "republici sat", produse ale unei "Kabylie izolate" zidite în puritatea sa originală, dar putem vorbi de o poveste legată de istoria urbană, precum și serifate, regatele și domniile in care lumea rurală a văzut de mai multe ori renașterea 

## Preistorie și protoistorie
În Wilaya din Setif, vestigiile arheologice de  la Hanech Ain, în apropierea munților Kabyliei, au arătat expansiunea hominizilor ȋn urma cu aproximativ 1.7 milioane de ani ȋn Africa Nord , așezăminte asemănătoare au fost semnalate ȋn apropierea raului Sebaou . În Babors, rezultatele săpăturilor din peștera Afalou și așezămintele vecine indică pătrunderea ȋn masiv între anii 15 000 și 11 000 înaintea erei noastre, a unei populații de Cro-Magnon din Africa, numita Mechta-Afalou, purtătoare a culturii iberomaurusiene. Aceștia au lăsat ȋn urma lor morminte și figurine modelate, zoomorfe și antropomorfe  . Regiunea kabylă maritimă a lăsat ȋn urmă la Takdempt, unelte de piatră, caracteristice zonei Acheuléen  dar și vestigii neolitice, ca de exemplu topoare de piatră lustruite, cioburi de ceramică și fragmente de obiecte de piele găsite la Dellys 
Începând cu cel de-al doilea mileniu înaintea erei noastre Africa de Nord, izolată de restul continentului prin deșertificarea Saharei, înclină ȋnspre lumea mediteraneană . Monumente megalitice pe care protoistoria le-a lăsa în Kabylie, de multe ori avand,  ca cele de la Aït Raouna, o pasarelă mare acoperită, sunt foarte apropiate de cele din  Sardaigne . Obiectele de ceramică sunt decorate cu semne și simboluri a căror utilizare a fost perpetuată pană ȋn zilele noastre ȋn regiune, precum și cele din Aures: tehnica lor ar putea să vină din epoca bronzului, din peninsula italiană și din insulele occidentale ale Marii Mediteraneene .

## Antichitatea
Din perioada Antichității provin stelele libiene unde apare un tip de scriere, scrierea Tifinagh este descendentul actual . Comunitățile patriarhale, care ȋn latină erau numite tributes  și al căror nume în limba arabă a dat mai târziu numele regiunii, există deja. Dar, de asemenea există state: mai multe regate berbere, originare din confederațiile tribale,  apar ȋncepand cu secolul al IV lea era noastra. În mai multe rânduri gura Ampsaga (raul El Kebir), este considerată frontieră ȋn secolul al III-lea era noastră între Regatul Masaesyles, la vest, și cel al Massyles,  între teritoriile mauretaniene si numidiene in jurul anului 100 inaintea erei noastre.
Fenicienii, ale căror rețelele comerciale sunt în curs de înființare jurul anului 1100 ȋnaintea erei noastre pe coasta Africii de Nord, creează ȋn regiune contoarele de la  Rusazus (Azzefoun) și Rusuccuru (Dellys). După fondarea Cartaginei, influența punică și, prin intermediul ei, amprenta greacă,  se extinde de pe linia de coastă. Cu toate acestea, ele influentează mai putin mediul rural ȋn comaparație cu cel urban, care, la rândul său, de pe coastă, menține, fără îndoială, față de puterile autohtone o cvasi-autonomie .
Prima intervenție a romanilor are loc ȋn timpul războaielor punice, atunci când caută printre șefii berberi, aliații pentru a contracara puterea Carthaginei .. Acestea cucerite, regatele din Numidia și Mauritania sunt supuse treptat și în cele din urmă anexate ca provincii . La est de Ampsaga, în Numidia, portul Chullu ( Collo ) este inclus alături de Cirta ( Constantine ) , într- o " confederație cirteana" cu un statut administrativ particular .. La vest, la periferia Mons Ferratus (" muntele de fier ", de obicei identificat cu Djurdjuran ) țara Quinquegentiani ( cele " cinci triburi " ),. sunt stabilite alte colonii : pe coasta  Igilgili , Saldae ( Bejaia ) și Rusuccuru ., in interior între aceste două porturi , de-a lungul caii lui Antoniu și masei Peutingeriana, trecand prin valea Sava ( Summam ), la Thubusuptu ( Tiklat ) , apoi Bida ( Djemaa Saharidj ) și Taugensis ( Taourga )  , și mai departe spre sud la Auzia ( Sour El - Ghozlane ) . Acestea se încadrează în " Mauritania cezareana’’ , administrată de la Caesarea ( Cherchell ) . La sfârșitul secolului al III-lea, la est de Sava se construiește în jurul orasului Sitifis ( Setif ), o Mauritanie setifiană .
În general, orașele , fie colonii sau simple municipalități, sunt relativ puține în regiune iar berberii sunt relativ puțin îngăduitori cu curentul roman  . Există , totuși , un creștinism activ, de pe urma căruia a rămas mărturie ceea ce gasim la Tigzirt, ȋn acea perioadă numit Iomnium : o bazilică din secolul al V -lea sau al VI lea  sau prezența din aceeași epocă a episcopiei de la Saldae sau Bida  . In Kabylie , pare să fi fost unul dintre reperele donatismului , mișcare religioasă pe care generalul rebel Firmus s-a sprijinit în timpul revoltei pe care a condus-o in secolul al IV-lea  împotriva legiunilor 
Principalele ruine romane din regiune sunt la Djemila, vechiul Cuicul în munții de mijloc ai Micii Kabylie : site-ul , înscris de UNESCO ȋn patrimoniul mondial, certifică, prin ruinele sale și mozaicurile sale remarcabil conservate, viața înfloritoare a unei colonii conduse de o oligarhie prospera locală   La Akbou s-a păstrat un mausoleu de 13 metri ȋnălțime, construit probabil în mijlocul proprietății sale de catre un notabil  . Alte site-uri urmează să fie cercetate, ca Rusazus din Azzefoun, cea mai bogată dintre orașele din Kabylie ȋn perioada lui Augustus, unde au fost descoperiti pereți, conducte de apă și terme 
Istorisirile autorilor latini prezintă alternarea perioadelor de defensivă și expansiunea ȋn zonele de campie a războinicilor de la munte, care forțează în mod regulat coloniști să se refugieze în spatele fortificațiilor orașelor  . Puterea de la Roma se confruntă ȋn mai multe rânduri  cu o rezistență puternică, de la cei șapte ani de gherilă de la Tacfarinas, care se încheie în anul 24 sub zidurile de la  Auzia, pană la revoltele, trei secole mai târziu ale lui Firmus și Gildo, amandoi fiii unui mare lider tribal Bibans  . Invazia vandalilor , care a ajuns ȋn Kabylie in anii 429-430, nu ȋntalnește nicio opoziție, unde populație vede sfârșitul dominației romane. Pe ruinele imperiul roman, regatul vandal ( 439-534 ), care iși intemeiază capitala pentru o perioadă de timp la Saldae, oferă posibilitatea creării unor principate berbere independente. Bizantinii, sub Iustinian, au reușit să recâștige controlul unei părti din Africa de Nord. Cu toate acestea ei trezesc ostilitatea berberilor, denumiți mauri, și puterea lor rămâne fragilă. .

## Islamizarea si dinastiile musulmane
In 647, călăreții arabi și musulmani iau parte la primele incursiuni în Ifriqiya  . La vest , în munții care ȋnconjoară Saldae ( Bejaia ), opoziția pe care o ȋntampină este foarte puternică astfel ȋncat denumesc zona el aadua , " inamicul "  . Aici , ca și în alte parți , sub conducerea căpeteniilor, cum ar fi Koceila sau Kahina, triburile berbere, uneori aliate cu bizantinii, au rezistat timp de mai multe decenii înainte ca Califatul Umayyad din 710 , să facă din ȋntreg Maghrebul una dintre provinciile sale . Ca și predecesorii săi , noua putere se sprijina în primul rând pe populația urbană. Cu toate acestea, religia cuceritorilor avansează rapid  . Dorința de a scăpa de inegalitatea juridică și fiscală care afectează non-musulmani joacă, fără îndoială, un rol important în convertirea populatiei locale. În 740 triburile autohtone se revoltă împotrivă politicii fiscale și a comerțului cu sclavi efectuate de reprezentanții Damascului; de la Muntii Atlas din Maroc pană in Libia, armatele berbere s-au adunat în numele egalitarismului kharidjit și recastigă ȋmpotriva trupelor califatului sunnit cea mai mare parte din Africa de Nord , in consecință prezența arabă dispare pentru un timp 
În Kabylie , perioada dintre secolele al-VIII lea si al XI lea a dat nastere, pe un teritoriu care se ȋntinde de la Cherchell la Annaba și de la Marea Mediterană pana la muntii Saharei, la trei grupuri de triburi berbere cu dialecte asemănătoare și în general, aliate : la este de Soummam tribul Ketamas , la vest de Dellys tribul Sanhadjas si intre aceste doua triburi tribul Zouaouas  .  Tribul Ketamas, după ce a salutat predicile milenariste ale ismaelitului Abu Abd Allah, susține constituirea, la începutul secolului al X-lea, al califatului chiit al fatimizilor. În serviciul acestei cauze, ei cuceresc Ifriqiya și Egiptul   În 969 , au fondat Al - Kahira (Cairo) și moscheea  Al - Azhar. Odată stabiliți în Egipt, Fatimizii lasa Zirizilor, ȋn acea perioada familie in fruntea confederației sanhadja, rolul de apărători ai Maghrebului ȋmpotriva triburilor Zenata, aliate ale Califatului de la Cordoba. Noua dinastie se stabilește ȋn Ifriqiya. Ulterior, aripa sa Hammadidă se desprinde și preia controlul asupra Maghrebului central, pe care il plaseaza în 1015 sub conducerea abbasizilor. În 1048, la rândul său, zirizii recunosc legitimitatea califatului de la Bagdad și rup de chiism.
În 1067 , pentru a se proteja mai bine de atacurile hilaliene, dar, de asemenea, pentru a putea beneficia de schimburile favorabile ale comerțului din Marea Mediterana, Hammamizii construiesc pe ruinele orașului Saldae, orașul Bejaia. Ei iși deplaseaza capitala, pană atunci stabilită la Kalaa Beni Hammad , fondată cu șaizeci ani mai devreme în Hodna. Pentru a conecta cele două orașe au construit un drum numit ȋn zilele noastre abrid n'soltan , " itinerariul regelui "  . Avand cu Europa relații comerciale puternice, centrul politic al " regatului luminii ", Bejaia , care a dobândit supranumele de " Perla Africii " este , de asemenea, un centru de cunoaștere și cultură a cărui influență se ȋntinde în toata Mediterana, rivalizând Cordoba . Prin intermediul acestui oraș și al matematicianului  italian Fibonacci, venit  sa studieze, cifrele arabe și notația algebrică sunt difuzate in Europa  . Este, de asemenea, un centru religios important, " mica Mecca din Africa de Nord " , reședință a multor savanți și mistici . Unii devin sfinți venerați de către populația locală, ca de exemplu Sidi Boumediene, al cărui nume este încă onorat în Maghrebul contemporan . Cu toate acestea toleranță față de non- musulmani este adevărată, după cum reiese din corespondența dintre Sultanul Al Nasir Hammadid și Papa Grigore VII 
In apropierea orasului Bejaia se intalnesc ȋn anul 1120 Abdelmoumen, atunci un tânăr student, și Ibn Toumert, reformator religios care a fost expulzat, și al cărui discipol devine ȋnainte de a conduce mișcarea almohadă. . Parte din " extremul Maghreb " ( în prezent Maroc ), el cucereste Bejaia în 1151 și ȋi invinge pe arabii hilalieni aproape  de Sétif in anul urmator   . Distrugand regatele existente, dinastia pe care o fondează unește sub o autoritate unică Maghrebul și o parte a peninsului Iberice  . În a doua jumătate a secolului al XIII-lea, imperiul Almohad se prăbușește și lasă la rândul său locul unei ȋmparțiri tripartite a Maghrebului ȋntre Merinizi (în prezent Maroc), Zianizi (Maghreb central) și Hafsizi ( Ifriqiya ). Spațiul dintre Bejaia, în orbita de putere hafsida a Tunisului si Dellys, pană ȋn locul ȋn care se ȋntind posesiunile zianide de la Tlemcen, devin miza de rivalitate între cele două regate. În următoarele două secole, statele din Maghreb în conflict permanent, vin in ajutorul mercenarilor europeni si triburilor arabe, până în prezent limitate in partea de sud. Din ce in ce mai slăbite din cauza rivalități lor și de luptele interne de succesiune, în cele din urmă au lăsat  sa se dezvolte în marile orașe centre de putere, practic, autonome, în timp in zona rurală nu mai aveau nici un control 

## Vezi și
- Regiunile Algeriei